# Молодёжная смена

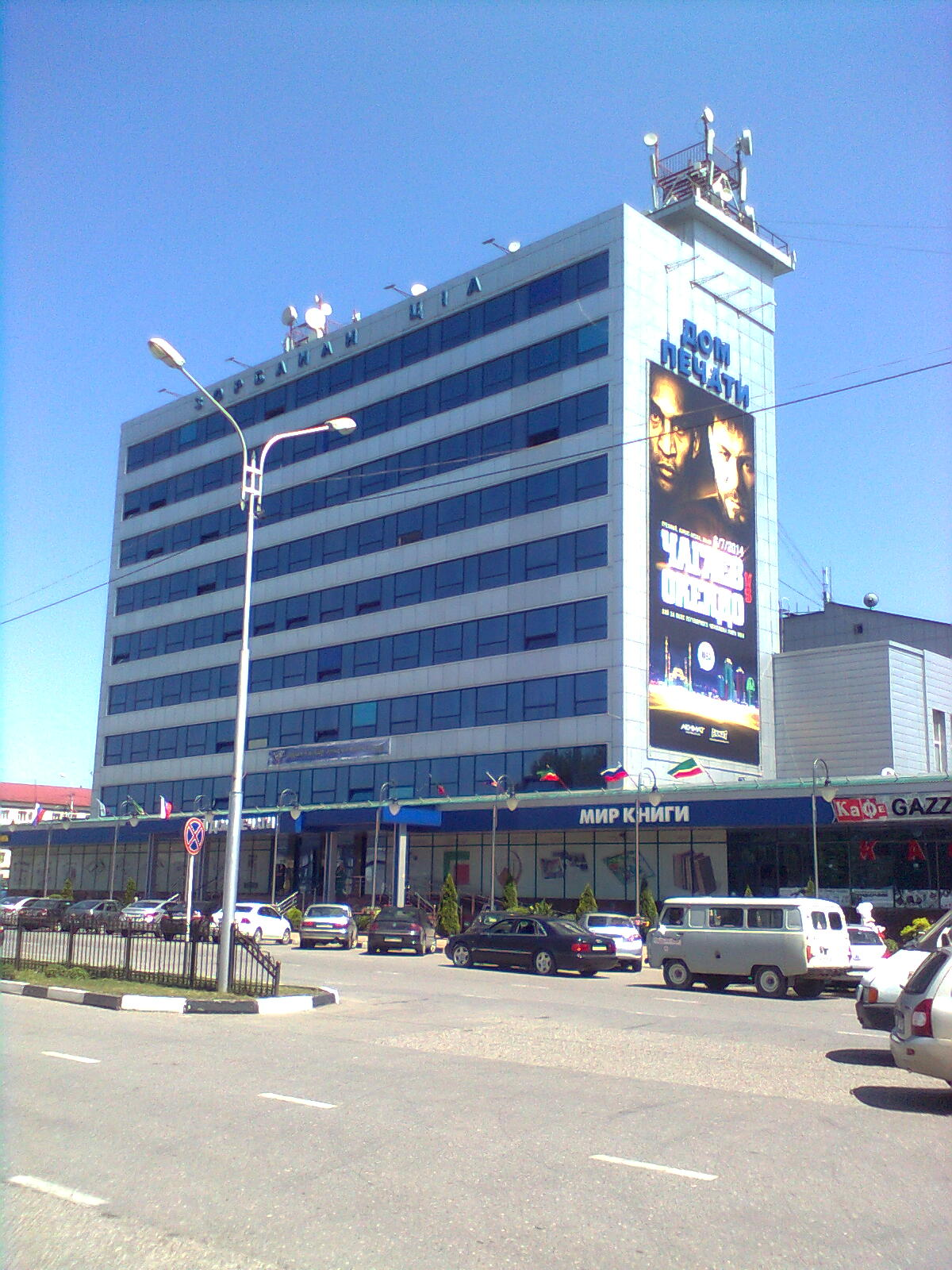
Здание Дома Печати, в котором размещается редакция

«Молодёжная смена» — чеченская еженедельная республиканская общественно-политическая молодёжная газета.

## История
Газета позиционирует себя как преемника молодёжной газеты «Комсомольское племя», выходившей в 1923—1942 и 1957—1996 годах.
Была учреждена в январе 2003 года Министерством Чеченской Республики по национальной политике, внешним связям, печати и информации. Первым главным редактором стал журналист Рамзан Гуциев. В 2004 году издание возглавила журналист и телеведущая Тамара Дукаевна Юнусова. В настоящее время газетой руководит Хасиев Сайд-Эми Алхазурович.
Газета становилась победителем многих региональных и всероссийских конкурсов средств массовой информации. В феврале 2007 года по итогам региональных исследований газета объявлена победителем в номинации «Самое рейтинговое государственное печатное издание» Южного федерального округа. Эта награда стала первой в истории республиканских средств массовой информации. Газета также была удостоена этого знака в 2008, 2009, 2010, 2011, 2014, 2015 и 2016 годах.
В 2008 году главному редактору Тамаре Юнусовой были вручены приз интеллектуального центра Чечни за высокий профессионализм и медаль «За профессиональную честь». В 2006 и 2007 годах газета становилась обладателем почётного знака отличия «Золотой фонд прессы России». Ещё раз газета была награждена этим знаком в 2014 году.
В 2008 году газета стала лауреатом Международной премии «Лучшая компания года» учреждённой и поддерживаемой парламентскими и правительственными организациями России и Белоруссии.
В 2014 году интернет сайт газеты отмечен дипломом Ежегодного республиканского интернет-конкурса «Премия Ченета» в номинации «лучший информационный сайт».